# Le Nérolium
Le Nérolium est le nom d'une coopérative agricole du sud de la France. Elle a possédé, durant plus d'un demi-siècle, deux distilleries, également appelées Nérolium, dans lesquelles des expositions de céramiques ont été organisées. Cocteau, Miró et Picasso y ont exposé leurs premières œuvres en argile. 

## Une coopérative agricole spécialisée

### Les raisons de sa création
En 1904, les producteurs de bigaradiers des Alpes-Maritimes se réunissent en une coopérative agricole spécialisée dans le traitement des produits des orangers amers (feuilles, fleurs, fruits). Il s'agit de la première « coopération de distillation de plantes à parfum, de fleurs d'oranger » du département ; elle se définit également comme une « coopération d'approvisionnement dite Coopérative Nérolium ». Son nom est dérivé du mot « néroli » qui désigne l'huile essentielle obtenue par distillation de la fleur d'oranger.
La création de cette coopérative permet aux producteurs de s'affirmer sur un marché jusqu'à présent contrôlé par les parfumeurs, principaux acheteurs d'huile essentielle de fleurs d'oranger. En effet, la fleur d'oranger devant être traitée sous vingt-quatre heures et la majorité des agriculteurs ne possédant pas d'alambics, ces derniers n'avaient pas d'autres choix que de vendre leur récolte à des distilleries privées, aux prix fixés par le syndicat des parfumeurs ou par les industriels grassois. Avec la coopérative, un intermédiaire est instauré entre les industriels et les agriculteurs. Non seulement ils peuvent désormais fixer eux-mêmes le prix de vente de leur production, mais ils sont en mesure de distiller la fleur d'oranger récoltée puisque la coopérative investit une usine à Golfe-Juan dès sa création. 

### Des débuts prospères
Du début du siècle à la fin des années 1920, l'exploitation des bigaradiers fait prospérer la commune. Les champs s'agrandissent et les récoltes sont fructueuses, avec un record de production obtenu en 1912 grâce aux 2 467 tonnes de fleurs d'orangers récoltées. La Coopérative de Golfe-Juan est particulièrement lucrative puisqu'elle traite jusqu'à 70 à 85 % de la production totale de fleurs d'oranger. Cette dynamique conduit même les habitants de Vallauris et de ses environs à planter des bigaradiers dans leur jardin ou sur leur terrain, les transformant ainsi en petites exploitations. 
Pour faire face à cette activité débordante, une seconde distillerie est édifiée à Vallauris en 1920. Elle est installée sur un pré communal de 6 000 m2 qui correspond aujourd'hui au cœur de l'agglomération, et est agrandie à plusieurs reprises au cours de la décennie. Neuf chaudières et trente-deux alambics sont alors répartis sur les deux sites de la coopérative.  

### Un déclin amorcé dès les années 1930
Les conséquences du krach boursier de 1929 affectent la coopérative vallaurienne, et l'agriculture française dans son ensemble. Dès 1931, le Gouvernement français déploie une mesure qui vise à ralentir la production agricole et industrielle dans l'espoir qu'elle freine la baisse des prix. La commune de Vallauris Golfe-Juan est alors affectée et les plantations diminuent à la fois en taille et en nombre. 
Par ailleurs, la région connaît une urbanisation croissante. De plus en plus de parcelles de terrains sont vendues à des promoteurs immobiliers pour accueillir et loger la population grandissante ainsi que les nombreux touristes, ce qui contribue au déclin de la production locale. Enfin, l'arrivée des parfums industriels sur le marché et la concurrence de la production abondante des pays d'Afrique du Nord contraignent la coopérative à diversifier ses activités. En outre, l'usine de Golfe-Juan se spécialise dans la confection de confiture d'oranges amères tandis que celle de Vallauris accueille des ventes de produits régionaux et d'horticulture. 

## Un espace d'exposition

### Le Nérolium accueille les potiers de Vallauris
La baisse d'activité de la coopérative lui permet de diversifier ses activités pendant la saison estivale, la récolte de la fleur d'oranger se faisant aux mois d'avril, mai et novembre. Le hall de la distillerie de Vallauris, désignée elle-aussi par le nom « Nérolium », a une surface de 640 m2. C'est cet espace qui est investi, dès 1933, à la fois par les membres de la coopérative mais aussi par les potiers de la ville afin d'exposer et vendre leurs productions. Ces expositions-ventes mêlent les produits du terroir, qu'il s'agisse de cosmétique, de céramiques ou de spécialités culinaires. 
C'est en 1946 que l'événement devient annuel. La première édition de l'après-guerre est organisée par Roger Capron et Robert Picault, deux artisans céramistes vallauriens. L'exposition offre aux potiers de la ville l'opportunité de vendre leurs productions aux touristes, mais aussi de les présenter à des galeristes et à des acheteurs importants. Picasso, alors en vacances à Golfe-Juan, découvre la technique de la céramique au cours de la manifestation de l'été 1946. Séduit, il décide de s'installer à Vallauris et participe à l'exposition de 1948, au cours de laquelle il présente ses premières œuvres.

### L'Exposition annuelle de céramiques acquiert une réputation mondiale
Le venue de Picasso à Vallauris attire dans la petite ville une multitude de touristes et d'admirateurs, mais aussi de nombreux artistes, tels que Cocteau, Matisse, Ozenfant ou encore Prinner. À l'instar de Picasso, ces derniers séjournent dans la cité afin de travailler autour de la céramique. Tous exposent leur production au milieu des créations des artisans et artistes céramistes locaux : Capron, Duval, Picault ou encore les ateliers Madoura. 
Le Président du Comité d'organisation, René Batigne, a l'idée d'associer les grands musées français à la manifestation. Il obtient ainsi, dès 1949, l'autorisation d'exposer des pièces majeures des collections de céramiques de musées tels que le Louvre, le Musée de l'Homme ou encore le Musée des Arts décoratifs. Le 19 juillet 1955, Le Figaro publie un article à propos de l'exposition « L'art Céramique précolombien du Mexique au Pérou » qu'il intitule « Magnifique exposition au Nérolium de Vallauris ».
Par ailleurs, René Batigne envoie deux collections de céramiques en itinérance aux États-Unis. Elles y rencontrent un immense succès. 
À partir des années 1960, Vallauris devient une sorte de supermarché de la poterie. Les expositions de céramiques ont laissé place au Concours National de Céramique, créé en 1966 par le nouveau Centre Mondial de la Céramique, lui-même fondé par les potiers de Vallauris. De ce concours naquit la Biennale internationale de céramiques contemporaines de Vallauris.

## Le Nérolium aujourd'hui

### Le bâtiment
Le Nérolium est désormais investi par une jardinerie. 
La façade de l'usine sera à nouveau investie au cours de l'exposition « Picasso, les années Vallauris », organisée dans le cadre de Picasso Méditerranée 2017-2019 par la Ville de Vallauris et le Musée national Picasso La Guerre et la Paix, appartenant au réseau des Musées nationaux du XXe siècle des Alpes-Maritimes. 

### La Coopérative
La Coopérative Nérolium est toujours la seule en France à transformer les produits des bigaradiers. Elle extrait l'huile essentielle de fleur d'oranger, principalement vendue aux parfumeurs, et manufacture une eau florale destinée aux particuliers ou aux revendeurs. La coopérative exploite également les fruits des orangers amers et fabrique des confitures.
Plus de 110 ans plus tard, les membres de la Coopérative utilisent des techniques de travail très proches de celles du début du XXe siècle. Ces méthodes de distillation et d'extraction permettent d'obtenir des huiles essentielles de qualité.